# Funktionsgymnastik
Als Funktionsgymnastik oder funktionelle Gymnastik wird eine Form der Gymnastik bezeichnet, bei der Gelenke, Sehnen und Bänder nicht übermäßig belastet und gedehnt werden. Sie wird auch „anatomisch orientierte Gymnastik“ genannt. Ein Vorbild ist die „Schwedische Gymnastik“ von Per Henrik Ling  (1776–1839). Sie sollte vor allem die Rumpfmuskulatur stärken und die Körperhaltung verbessern. Hugo Rothstein war ein deutscher Anhänger Lings und bemühte sich um die Verbreitung dieser Gymnastik im Deutschen Reich, doch wurde hier das Turnen bevorzugt.
Anfang des 20. Jahrhunderts wurde die Funktionsgymnastik für Frauen durch die amerikanische Ärztin Bess Mensendieck (1864–1957) mitgeprägt, die eine Schülerin des Bewegungspädagogen François Delsarte war. 1906 erschien ihr Buch Körperkultur des Weibes. Praktisch hygienische und praktisch ästhetische Winke. Eine wichtige Rolle in Deutschland spielte auch die Reformpädagogin Hedwig Kallmeyer. Sie veröffentlichte 1908 das Werk Schönheit und Gesundheit des Weibes durch Gymnastik und 1910 Harmonische Gymnastik. In Berlin unterhielt sie eine eigene Schule.
1913 hatte Rahel Hirsch, Preußens erste Medizinprofessorin, ihr Buch Die Körperkultur der Frau in Wien veröffentlicht und trat ebenfalls für die damals noch wenig etablierte sportliche Ertüchtigung von Frauen ein. Hirsch schreibt darin „Darum sollte der Mann die Frauenbewegung nicht hemmen, sondern vielmehr sie zu fördern bestrebt sein.“
Es entstanden zwei verschiedene gymnastische Schulen: Mensendieck gilt als Begründerin der „Statischen Gymnastik“, Kallmeyer als Pionierin der „Harmonischen Gymnastik“. Elsa Gindler bemühte sich darum, beide Methoden zu vereinen. Sie gilt als wichtige Vertreterin der modernen Gymnastik in Deutschland.